# Centro de Estudos e Pesquisas de Administração Municipal - Fundação Prefeito Faria Lima
O Centro de Estudos e Pesquisas de Administração Municipal - Fundação Prefeito Faria Lima (CEPAM) foi uma instituição pública do estado de São Paulo, vinculada à Secretaria de Planejamento e Desenvolvimento Regional, destinada ao estudo da administração pública municipal e prestação de serviços de capacitação e consultoria técnica às prefeituras do estado de São Paulo. 
O CEPAM foi extinto pela Lei nº 15.899, de 17 de setembro de 2015 , regulamentada pelo Decreto nº 61.573, de 23 de outubro de 2015 .

## História
Inspirado pelo espanhol Instituto de Estudios de Administración Local (atual Instituto Nacional de Administración Pública), o CEPAM foi criado em 1967 pelo governo Abreu Sodré, visando prestar serviços técnicos-administrativos aos municípios do estado de São Paulo. Com o passar dos anos também passou a capacitar funcionários públicos dos municípios paulistas, além de prestar consultoria na elaboração de legislação e planejamento urbano municipal, entre outras funções.
A Fundação Prefeito Faria Lima - CEPAM - Centro de Estudos e Pesquisas de Administração Municipal apoiava os municípios no aprimoramento da gestão e no desenvolvimento de políticas públicas.
Desde 1968 realizava estudos e pesquisas, propondo soluções e orientando os administradores locais por meio de pareceres técnicos e jurídicos. Produzia conhecimentos e oferecia cursos de formação e aperfeiçoamento aos agentes públicos, com a troca de informações e o registro de experiências bem-sucedidas de gestão municipal.
Destacam-se, na atuação do órgão, a edição de publicações e o conhecimento acumulado em temas relacionados ao seu trabalho efetivo, como conselhos municipais, acessibilidade, planejamento local e regional, questões ambientais, contas públicas, assim como a parceria com diversas secretarias de Estado na discussão e implementação de suas políticas nos municípios.
Com a sua extinção, os bens, direitos, atribuições, obrigações e recursos financeiros da Fundação foram transferidos para a Secretaria de Planejamento e Gestão do Estado de São Paulo atual Secretaria da Fazenda e Planejamento do Estado de São Paulo. A guarda permanente dos livros e documentos da Fundação foi incumbida à Coordenadoria de Compras Eletrônicas e de Entidades Descentralizadas, da Secretaria da Fazenda e Planejamento do Estado de São Paulo.